# Scoarța
Scoarța est une commune roumaine située dans le județ de Gorj.